# 藊豆属
藊豆属（学名：Dolishos）是蝶形花科下的一个属，为缠绕草本植物。该属共有约70种，分布于温带地区。